# Linda Chisholm
Linda Rae Chisholm, född 21 december 1957 i Northridge i Kalifornien, är en amerikansk före detta volleyboll- och beachvolleybollspelare.
Chisholm blev olympisk silvermedaljör i volleyboll vid sommarspelen 1984 i Los Angeles.